# 하야부사 2호
하야부사 2호는 하야부사를 잇는 JAXA의 소행성 탐사선으로, 하야부사의 업그레이드 버전인 소행성 탐사선이다. 탐사선의 목적은 162173 류구을 탐사하여 인류의 기원과 물의 기원 등을 알아내어 생명의 기원을 알아내는 것이다. 2014년 12월 3일 발사되어 2018년 6월 27일 류구에 도착하였으며, 2019년 귀환을 시작해 2020년 12월 샘플을 가지고 지구로 귀환하는 임무를 수행하였다.

## 역사와 제작배경
2007년, JAXA에서는 하야부사의 부분적인 성공 이후 차기 탐사선에 대한 연구를 진행했다. 이후 2009년 7월, 마코토 요시카와가 "Hayabusa Follow-on Asteroid Sample Return Missions"라는 이름으로 차기 탐사선의 이름을 붙였다. 2010년 일본 의회는 개발 승인을 했고, 164억 엔을 지원받았다. 개발 승인 된 이후 곧바로 탐사선은 개발되었다. 개발 완료 후 2014년 11월 30일 발사되려고 했으나, 악천후 때문에 연기되어 2014년 12월 3일 발사되었다.

## 과학장비
ONC: 소행성 접근 시 소행성의 먼지를 찾고 소행성 표면을 비디오로 녹화하는 것이 목적이다. 6.35° × 6.35°의 시야로 여러 광학필터가 설치되어 있다. 이후 ONC의 업그레이드 버젼으로 광각(65.24°× 65.24°) 카메라인 ONC-W1 및 ONC-W2가 탐사선에 부착되었다.
NIRS3: 근적외선 분광계로, 소행성의 표면 구성 성분을 탐사하는 것이 목표이다.
TIR: 적외선 카메라로, 소행성의 온도를 밝혀내는 것이 목표이다.
LIDAR: 레이저 발사기로, 소행성과 우주선의 거리를 측정하는 것이 목표이다.
SCI: 소행성 162173 류구의 샘플을 채취할 때 류구의 표면 내부의 오염되지 않은 샘플을 채취할 수 있도록 하는 것이 목적이다. 4.5kg의 탄환 형태로 이는 TNT가 폭발한 것과 비슷한 효과를 만들어 채취하려는 소행성의 내부를 노출시키는 원리로 설계되었다.

## 샘플 채취
샘플 수집 과정은 하야부사와 비슷하며, 500m 정도 근접했을 때 먼저 4.5kg의 HMX로 구성된 탄환을 소행성으로 발사해 소행성 표면에 탄환이 부딪히는 순간 폭발하여 표면재와 기타 이물질 등을 벗겨낸다. 이때 폭발물의 잔해 등에 우주선에 흠집이 나거나 손상되면 임무 수행이 불가능해질 수 있어, 폭발 위치의 반대편으로 이동함과 동시에 충돌 상황을 실시간 보고하는 작은 카메라 위성인 DCAM3을 분리시키고 반대편으로 이동한다. 폭발한지 40분 뒤, 5g의 탄환을 초속 300m으로 류구에 발사한다. 이후 2주 뒤에, 하야부사 2호는 HMX와 구리 등의 탄환의 잔해들이 모두 떨어져 나간 뒤 샘플을 수집한다. 2019년7월11일 샘플 채취에 성공하였고, 2019년 11월 지구로 귀환을 시작하여 2020년 12월 6일 호주의 사막에 도착하였다.

## 착륙선 및 로버
MINERVA-II: 하야부사에 탑재되었던 MINERVA 미니 랜더의 후속작인 랜더로, 3개의 로버로 나뉜다. ROVER-1은 다시 ROVER-1A and ROVER-1B로 나뉘는데, 1.1kg의 18cm의 직경과 높이를 가진 원통형의 소형 로버이다. 목적은 소행성의 중력 및 소행성의 표면 모습을 알아내는 것이다. 추진 방식은 돌림힘을 사용하여 이동한다. 광각 카메라, 분광기 등이 탑재되어있다. ROVER-2는 1kg의 15cm의 직경과 16cm의 높이를 가진 팔각기둥 형태의 소형 로버이다. 추진 방식은 돌림힘을 사용하는 것이다. 카메라, 가속도기 등이 탑재되어 있다.
MASCOT: CNES와 DLR이 합작하여 만든 로버로, 직사각형 모양의 가로 29.5 cm, 세로 27.5 cm, 높이 19.5 cm의 크기와 9.6 kg의 무게를 가진 소형 로버이다. 목적은 소행성의 자기장을 탐사하는 것이며, 광각카메라, 분광기, 자력계 등을 탑재하고 있다. 이후 이 탐사선의 디자인과 설계도는 인사이트에 다시 사용된다.

## 발사

하야부사의 궤도
하야부사 2
162173 류구
지구
태양

탐사선의 개발 완료 후 2014년 11월 30일 H-IIA에 의하여 다네가시마 우주 센터에서 발사되려고 했으나, 악천후에 의해 연기되어 2014년 12월 3일 H-IIA에 의하여 다네가시마 우주 센터에서 발사되었다. 이후 4년 뒤인 2018년 6월 27일 류구에 도착하였다.

## 지원, 개발, 투자
- JAXA
- ISAS
- DLR
- CNES
- 도쿄 대학교
- NEC
- 아지우 대학교
- 도호쿠 대학교

## 같이 보기
- 생명의 기원
- 오시리스-렉스
- 판스페르미아설